# Pamacs, a Mikulás kis rénszarvasa
A Pamacs, a Mikulás kis rénszarvasa (eredeti cím: Elliot the Littlest Reindeer) 2018-ban bemutatott kanadai számítógépes animációs karácsonyi film, melynek rendezője és forgatókönyvírója Jennifer Wescott. A szinkronhangok Josh Hutcherson, Samantha Bee, Martin Short, Morena Baccarin, Jeff Dunham és John Cleese.
A filmet Kanadában 2018. december 4-én, míg Magyarországon 2019. december 5-én mutatták be.

## Cselekmény
A történet egy kis farmon kezdődik, amelyet az egykori baseballjátékos Walter Whittick örökölt az apjától. A farm állatai között vannak a legjobb barátok, Hazel, a támogató, magabiztos és rendkívül éhes kecske, és Elliot, egy miniatűr ló, aki abban reménykedik, hogy ő lesz a Mikulás első nem-rénszarvas rénszarvasa, aki karácsonykor a szánkót húzza.
A jelöltek közül hagyományosan egy verseny után választanak, amin csak rénszarvasok indulhatnak.
Miután meghallja, hogy Villám nyugdíjba vonul, és Walter el akarja adni a farm állatait egy gyanús, titkos tervekkel rendelkező nőnek, Elliot még elszántabbá válik, hogy megnyerje a versenyt, amely eldönti, ki lesz a Mikulás új rénszarvasa. Azonban a mérete és az a tény, hogy ő nem rénszarvas, Elliot ellen szól. A többi állat mind a szupersztár rénszarvasnak, DJ-nek drukkol.
Elliot nem riad vissza attól, hogy csaláshoz folyamodjon: rénszarvasnak álcázza magát, és teljesítménynövelő süteményeket eszik.
Elliot élete legnagyobb döntése előtt áll: vagy megmenti a barátait, vagy követi az álmait, és megmenti a karácsonyt.

## Fordítás
- Ez a szócikk részben vagy egészben  az   Elliot the Littlest Reindeer című angol Wikipédia-szócikk fordításán alapul.  Az eredeti cikk szerkesztőit annak laptörténete sorolja fel. Ez a jelzés csupán a megfogalmazás eredetét és a szerzői jogokat jelzi, nem szolgál a cikkben szereplő információk forrásmegjelöléseként.